# 拉克特 (內布拉斯加州)
拉克特（英語：Rackett）是位於美國內布拉斯加州加登縣的非建制地區。

## 歷史
拉克特的郵局於1910年設立，其後於1944年停運。

## 地理
拉克特所處的海拔為高於海平面1152米（即3779英呎），而該地所採用的時區為UTC-7，即北美山地时区（MST）。同時該地設有夏令時間，為UTC-7調快一小時，即UTC-6（MDT）。